# Alyatte Ier
Pour les articles homonymes, voir Alyatte.
Alyatte Ier est un roi semi-légendaire de Lydie. 
Fils d'Ardyssos Ier (ou Ardys ou Ardus) de la dynastie des Héraclides, il régna d'environ 761 à 747 av. J.-C.

## Source
Cet article comprend des extraits du Dictionnaire Bouillet. Il est possible de supprimer cette indication, si le texte reflète le savoir actuel sur ce thème, si les sources sont citées, s'il satisfait aux exigences linguistiques actuelles et s'il ne contient pas de propos qui vont à l'encontre des règles de neutralité de Wikipédia.